# Język lauje
Język lauje (a. laudje), także: tinombo, ampibabo-lauje – język austronezyjski używany przez grupę ludności w prowincji Celebes Środkowy w Indonezji. Według danych szacunkowych z 2001 roku posługuje się nim 44 tys. osób (w tym 6 tys. użytkowników odmiany ampibabo).
Obszar jego użycia obejmuje obszar od Siboang do Ogowele (na zachodzie, rejon Cieśniny Makasarskiej) oraz obszar od Sidoan do Palasa (na wschodzie, rejon Zatoki Tomini).
W użyciu jest także język indonezyjski, zwłaszcza wśród ludności nadbrzeżnej. Lauje charakteryzuje się stosunkowo wysokim poziomem żywotności. Ludność nadbrzeżna utrzymuje bowiem kontakty z grupami, wśród których indonezyjski jest słabiej znany. Niemniej w perspektywie długoterminowej jest potencjalnie zagrożony wymarciem, ze względu na wpływ systemu edukacji.
Ampibabo to mniejszościowa odmiana dialektalna tego języka, którą posługuje się ludność w okolicach miejscowości Ampibabo (60 km na południe od Sidoan). N.P. Himmelmann (2001) uznał ją za oddzielny język, sugerując się odrębnymi cechami fonologii i leksyki oraz doniesieniami o braku wzajemnej zrozumiałości. Interakcje między obydwoma grupami są silnie ograniczone. Ampibabo wchodzi w bliższy kontakt z językami kaili (zwłaszcza rai) i taje. Dominacja innych języków lokalnych oraz migracje ludności nie sprzyjają zachowaniu ampibabo.
Jest zapisywany alfabetem łacińskim.